# Liste der Monuments historiques in Saint-Pierre-de-Juillers
Die Liste der Monuments historiques in Saint-Pierre-de-Juillers führt die Monuments historiques in der französischen Gemeinde Saint-Pierre-de-Juillers auf.

## Liste der Objekte
| Bezeichnung | Beschreibung          | Standort                       | Kennzeichnung | Schutzstatus | Datum | Bild |
| ----------- | --------------------- | ------------------------------ | ------------- | ------------ | ----- | ---- |
| Glocke      | Bronze, 1637 gegossen | in der Kirche St-Pierre (Lage) | PM17002610    | Inscrit      | 2015  |      |